# Viaduc de la Bonne
Le viaduc de la Bonne est un viaduc ferroviaire, sur l'ancienne ligne de la Mure à Corps, dans le département de l'Isère. C'est l'un des tout derniers grands ouvrages d'art en maçonnerie construits en France. Sa longueur totale est de 180 mètres, et son arche centrale est à 55 mètres au-dessus du lit de la rivière.

## Histoire et construction
Le chemin de fer de Saint-Georges-de-Commiers à la Mure, inauguré en 1888, eut immédiatement un tel succès que les habitants du Valbonnais, du Beaumont et du pays de Corps en demandèrent la prolongation. Dès 1904, la préfecture de l'Isère autorisa la construction d'une ligne de la Mure à Corps avec embranchement vers Valbonnais. Cette ligne serait, comme la ligne « SG-LM », à voie étroite (écartement de 1 mètre) et à traction électrique.
Une difficulté majeure attendait les constructeurs. Le plateau de la Mure est bordé au sud par la vallée très encaissée de la Bonne : la route qui la franchit doit descendre environ 200 mètres de dénivelé en lacets, et remonter d'autant sur l'autre rive. Pour trouver un lieu où la vallée soit assez resserrée pour qu'un pont ou un viaduc la franchisse, il fallait remonter en amont du confluent de la Bonne avec son affluent rive droite la Roizonne. Le franchissement de cette dernière fut réalisé par un imposant viaduc en maçonnerie réalisé sous la direction de l'architecte Paul Séjourné, et achevé en 1928.
Le franchissement de la Bonne était moins difficile. On décida là encore d'un pont en maçonnerie, mais plus simple : 7 arches d'une même ouverture de 20 mètres et de hauteurs variables. Pour faciliter le raccordement à la voie ferrée, dont l'approche se faisait de part et d'autre à flanc de vallée, le pont fut tracé en courbe, face à l'aval. Côté rive droite, la bifurcation entre la ligne principale (qui franchit le pont) et l'embranchement de Valbonnais (qui continue sur la rive droite) se trouvait juste avant l'entrée du pont.
La construction dura de 1921 à 1928, mais la mise en exploitation de la ligne de la Mure à Corps n'eut lieu qu'en 1932, 4 ans après celle de l'embranchement de Valbonnais.
La ligne fut déclassée en 1952. Le viaduc, réaménagé, est depuis affecté à la circulation routière.

## Quelques photos

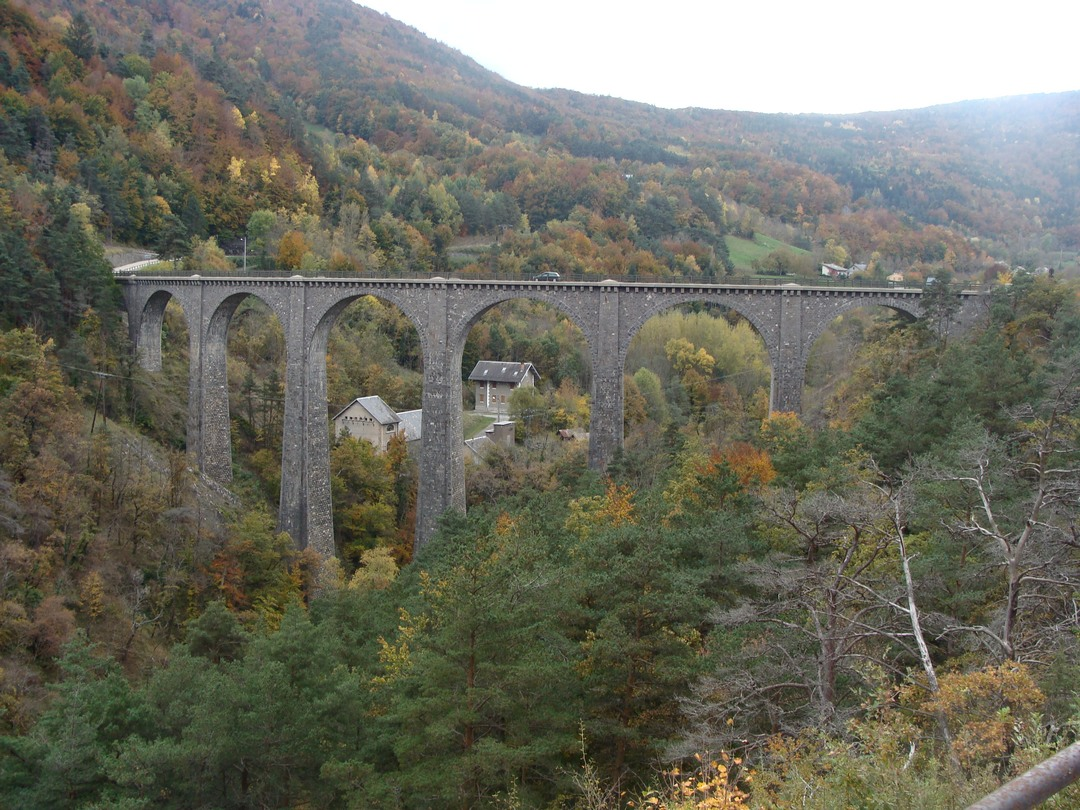
Le viaduc vu depuis la rive droite côté amont
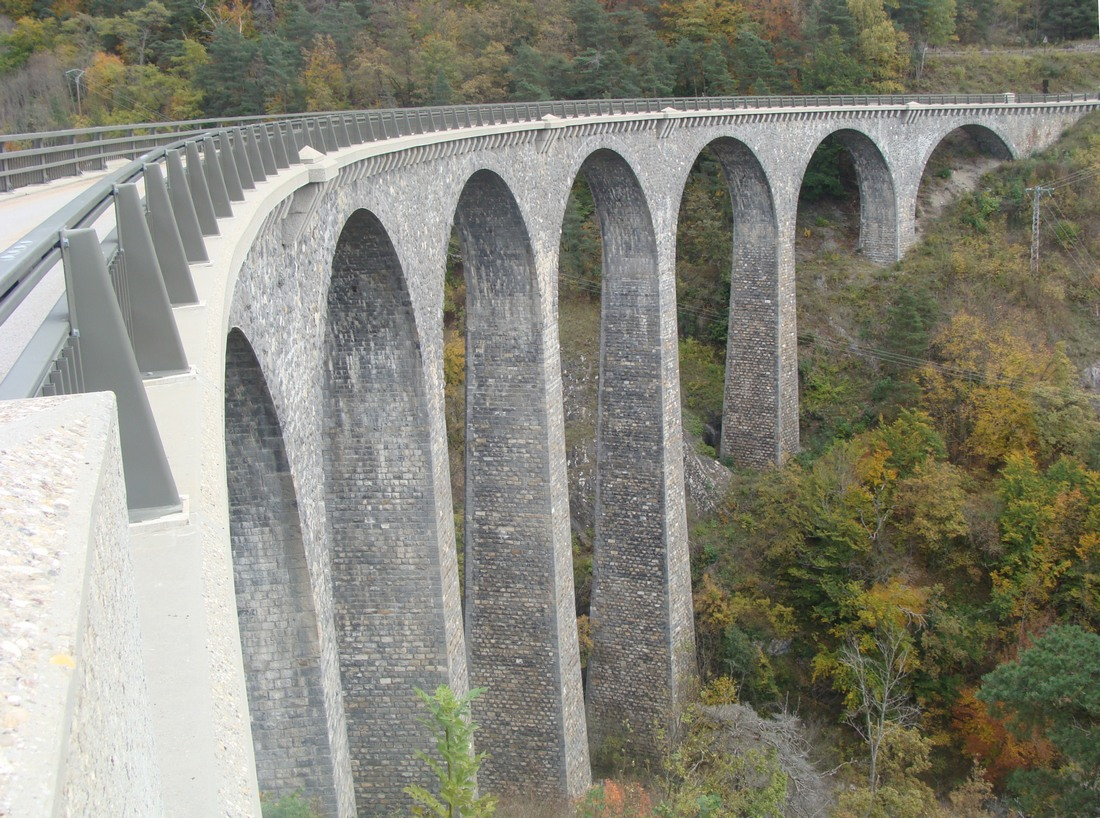
Les arches vus depuis la rive droite côté aval
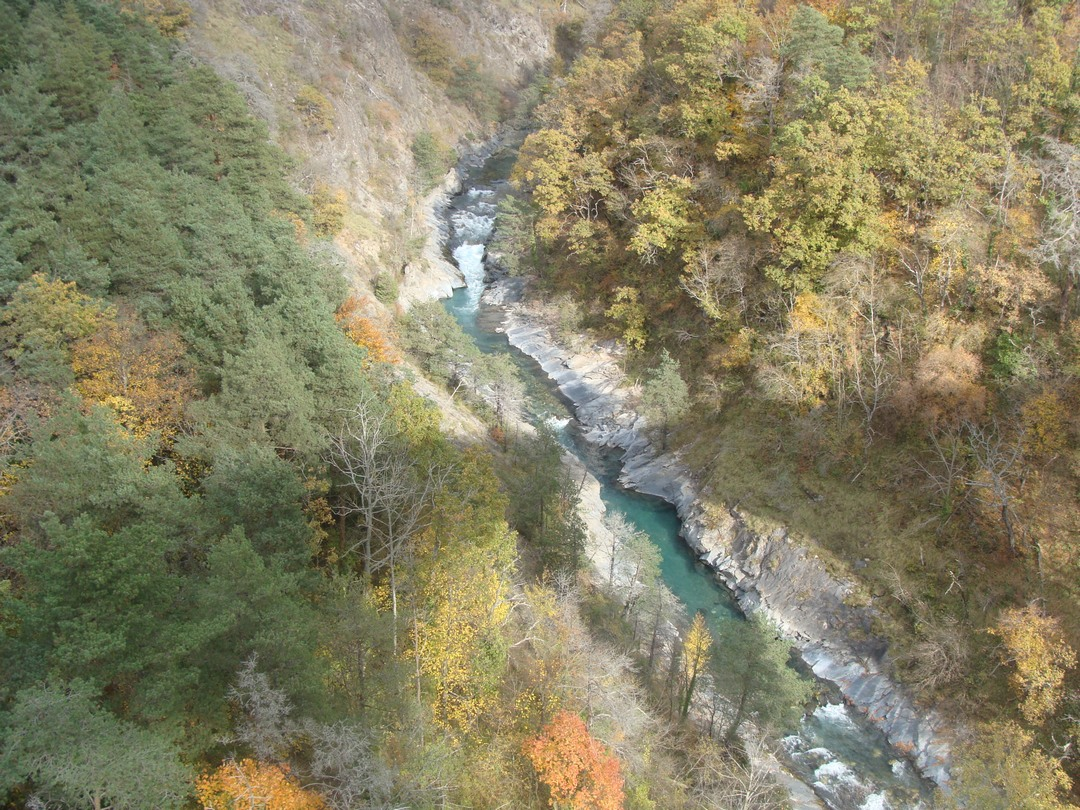
La Bonne vue depuis le viaduc
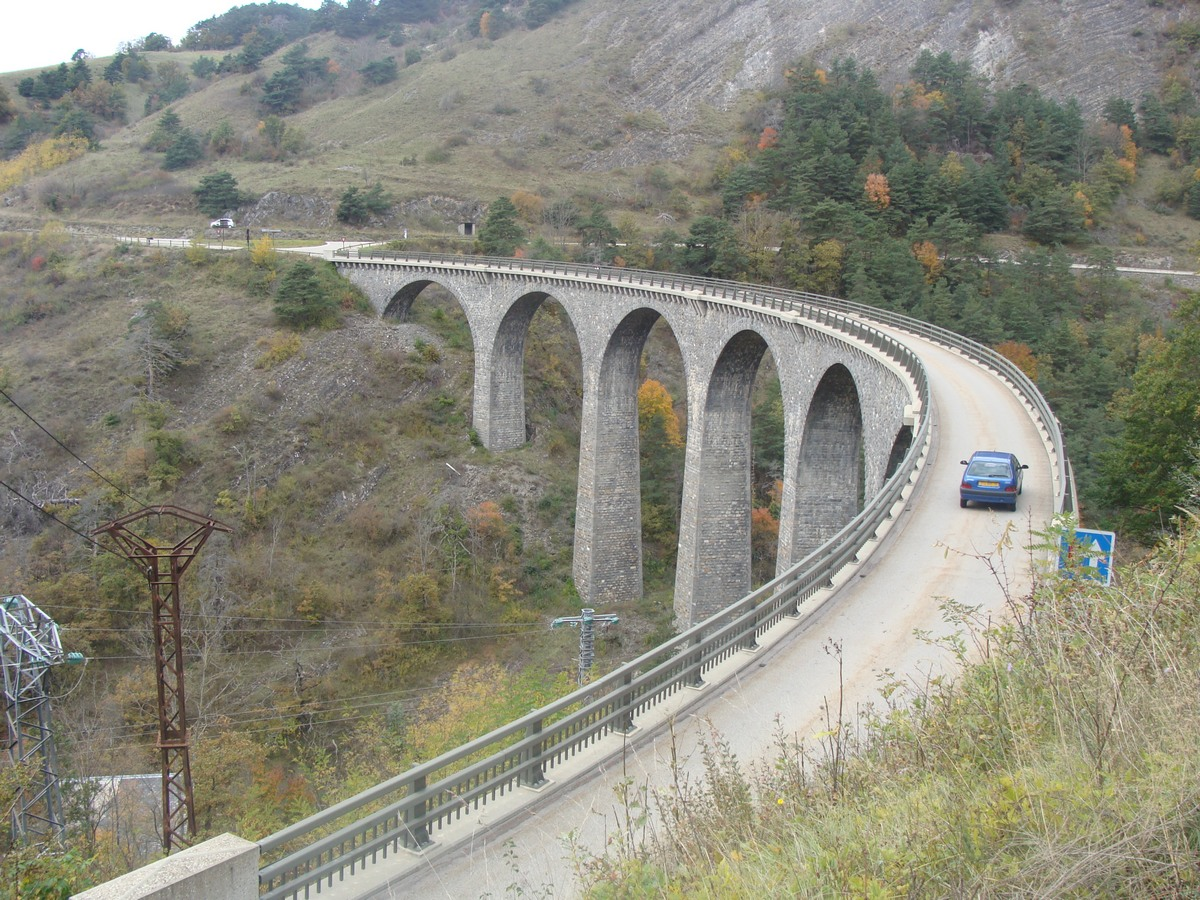
Le viaduc vu depuis la D 526 ; au fond le tracé de l'embranchement vers Valbonnais.